# Целевая страница
Целевая страница (англ. landing page, также посадочная страница, лендинг) — веб-страница, основной задачей которой является сбор контактных данных целевой аудитории. 
Целевая страница используется для усиления эффективности рекламы, увеличения аудитории. Целевая страница обычно содержит информацию о товаре или услуге. Переход на целевые страницы часто осуществляется из социальных медиа, email-рассылок и рекламных кампаний в поисковых системах. Главной задачей таких страниц является превращение посетителя в покупателя или клиента компании, побуждение к целевому действию. Анализ действий пользователей на целевой странице позволяет маркетологам определить успешность рекламы.

## Типы целевых страниц
Существует четыре основных типа целевых страниц:
1. автономная целевая страница
2. микросайт
3. главный сайт
4. страница сегментации

### Автономная целевая страница
Представляет собой развернутое рекламное предложение. Основной задачей является побуждение пользователя к действию прямо сейчас — покупка, подписка на услуги или новости компании, загрузка пробной версии программного обеспечения и т. д.
Для усиления эффекта используются побуждающие и призывающие к действию слоганы, яркие и крупные кнопки, минималистичный дизайн, акценты на основных преимуществах предложения, таймеры обратного отсчета.

### Микросайт
Это отдельный сайт с информацией о рекламируемой услуге или товаре, состоящий из нескольких страниц (чаще всего не более 5). Обычно микросайты содержат минимум текстовой информации, большое количество привлекательных и красивых изображений товара или услуги, видеоролики. Подобный тип целевых страниц часто используется крупными компаниями для рекламы отдельных проектов.

### Главный сайт
В качестве целевой страницы используется одна или несколько страниц основного сайта. Такая технология обладает достаточно низкой эффективностью, так как в дизайне основного сайта много отвлекающих внимание элементов навигации. Но позволяет сочетать более высокую конверсию, по сравнению с обычной страницей, плюс, удобность для SEO, сравнимую с обычным сайтом.

### Страница сегментации
Разработка посадочной страницы на базе уже существующего домена, которая состоит полностью из автономных целевых страниц. Обладает очень высокой конверсией, но, в отличие от всех остальных видов, неудобен для SEO оптимизации.

## Виды целевых страниц
1. рекламные целевые страницы
2. целевые лид-страницы
3. «вирусные» целевые страницы

### Рекламные целевые страницы
Вид целевых страниц, содержащий большое количество текстовой, видео, графической информации о товаре (или услуге). Подобные страницы работают за счет потерянности посетителя в мощном потоке информации. Покупка чаще всего происходит для оправдания пользователем усилий и времени, затраченных на сайте.

### Целевые лид-страницы
Lead Capture — страницы, созданные для сбора информации о целевой аудитории товара или услуги. Используются при разработке маркетинговой стратегии для сокращения рисков в области продаж. На основе собранной о посетителе информации формируют предложение, ориентированное на конкретного потребителя.
Лид-страницы обычно содержат краткую информацию о предложении и форму опросника (обычно с минимальным количеством полей). Чаще всего для мотивации посетителей к заполнению лида служат призывы оставить свои данные сейчас в обмен на выгодные условия и подарки от компании.

### «Вирусные» целевые страницы
Данный вид целевых страниц не содержит открытой рекламы продукта. На странице в какой-либо части ненавязчиво располагается логотип или слоган компании. «Вирусная» целевая страница воспринимается как интерактивное развлечение или досуг. Активно распространяется пользователями через социальные сети, электронную почту, чаты и т. д.
Реклама маскируется под статью, видеоролик, картинку или игру. Посредством привыкания к развлечению, представленному на странице, пользователь подсознательно проникается доверием к марке.

## Эффективность
Целевые страницы используются и для дифференциации интернет-аудитории. На основе данных о поведении посетителей целевых страниц выстраиваются маркетинговые кампании. В зависимости от интересов, уровня образования посетителя, даже времени суток или года каждому типу посетителей может предлагаться свой вариант целевой страницы, ориентированный на желания и потребности конкретной целевой группы.

## Конверсия целевой страницы
Показатель эффективности целевой страницы называется конверсия. Это число, показывающее отношение количества пользователей, совершивших целевое действие, к количеству заходов на целевую страницу и умноженное на 100 %. Чем выше показатель конверсии, тем лучше целевая страница.
Для увеличения конверсии целевых страниц используются инструменты A/B-тестирования (сплит-тестирования). Задача тестирования заключается в том, чтобы выявить дизайн с максимальной конверсией.

## Методы увеличения конверсии целевых страниц
Для успешной внутренней работы на базе посадочной страницы нужно уметь концентрировать внимание посетителей на одной цели — конверсии. Для этого используют:
- Цепляющие заголовки и продающий текст. Качественный контент на лендинге может увеличить конверсию более чем в 3 раза;
- УТП (уникальное торговое предложение), описывающее ваш продукт с точки зрения его незаменимости и необходимости вашему клиенту;
- Отзывы. Не обязательно в текстовом формате — видеоотзывы также широко применяются;
- Качественные фото и видеоматериалы. Это могут быть примеры работ или видео-faq по-вашему инфопродукту;[1]
- Призыв к действию — в скрытой или открытой форме.